# Патріс Локо
Патрі́с Локо́ (фр. Patrice Loko; народився 6 лютого 1970; Сюллі-сюр-Луар, Франція) — колишній французький футболіст конголезького походження, нападник. Захищав кольори національної збірної Франції, у складі якої брав участь у Чемпіонаті Європи 1996 р. Найкращий голеадор чемпіонату Франції сезону 1994-95 у складі «Нанта» (22 м'ячі).

## Національна збірна Франції
Патріс Локо захищав кольори національної збірної Франції з 1993—2000 рр. Дебютував під керівництвом Жерара Ульє у відбірковій зустрічі до Чемпіонату Світу в США проти команди Ізраїлю 17 лютого 1993 року в Рамат-Ґані, французька збірна перемогла з рахунком 0-4, а Локо вийшов на заміну в другому таймі замість Бікзанта Лізаразю. В цьому матчі в складі Les Bleus також дебютував голкіпер «ПСЖ» — Бернар Лама. Однак французи провалили відбір, поступившись в останньому турі болгарам 1-2. Загалом за збірну провів 26 поєдинків в яких відзначився 7 разів.

### Євро 1996
У відборі до чемпіонату Європи Патріс зіграв в 5 зустрічах та забив 1 м'яч (збірній Азербайджану), а французи фінішували другими в групі, пропустивши вперед збірну Румунії. Локо, який тоді захищав кольори «ПСЖ» був включений наставником Les Bleus Еме Жаке до складу команди, яка їхала до Англії. В першому матчі Євро проти команди Румунії Локо вийшов на заміну у другому таймі замість Крістофа Дюґаррі (який забив переможний м'яч в зустрічі, замкнувши головою передачу з флангу від Юрі Джоркаеффа).
Однак і Патріс мав декілька чудових нагод, щоб подвоїти рахунок — в одному епізоді, після гарної передачі з центра поля від капітана Дідьє Дешама, Локо майстерно обійшов двох румунських захисників, однак не зумів завдати влучного удару по воротах Богдана Стелі. Патріс доволі непогано провів першу гру, і Еме Жаке виставив його вже у стартовому складі замість Дюґаррі в наступній зустрічі.
Проти команди Іспанії Жаке скористався тандемом нападників Локо — Зідан, і хоча ця пара і створювла небезпечні моменти біля воріт Андоні Субісаррети, однак це не давало результату. В результаті невиразної гри, Патріса замінив на 73-ій хвилині все той ж Дюґаррі, а матч закінчився унічию 1-1.
Тому і наступний матч проти болгар він розпочав на лаві запасних і вийшов на поле лише на 70-ій хвилині замість Дюґаррі за рахунку 2-1 на користь Les Bleus. Але Локо таки вдалося відкрити лік своїм голам на Чемпіонаті Європи — вже на останній хвилині після вивіреної передачі від Крістіана Карамбьо, Патріс втік віч-на-віч з голкіпером та капітаном болгар Бориславом Михайловим, майстерно обігравши його, встановив остаточний рахунок у зустрічі 3-1.
В 1/4-ту Франція вийшла з першого місця, де зустрічалася з доволі сильними голландцями. Жаке знов ставить нападника «ПСЖ» у старт, але цього разу він грав в парі з Джоркаеффом, а Зідан перейшов на лівий фланг півзахисту. В основний час так і не довелося виявити переможця, а Локо був замінений на початку другого тайму на Дюґаррі, тому додатковий час та серію післяматчевих пенальті він спостерігав вже з лави запасних. На щастя півзахисник Oranje Кларенс Зедорф пробив дуже слабо та кіпер французів Бернар Лама без проблем парирував його удар, вивівши команду у наступний раунд змагань, де на неї вже чекала сенсація чемпіонату — збірна Чехії.
Локо знов вийшов у старті і вперше провів усі 90 хвилин, як і в попередній зістрічі, матч дійшов до пробиття пенальті. Однак Патрісу не довелося випробовувати свої нерви тому, що голкіпер чехів Петр Коуба зумів відбити удар Рейнальда Педроса, а вирішальний пенальті від Мірослава Кадлеца Лама вже не взяв. Франція повернулася додому без нагород, а Локо майже повністю втратив місце в команді після закінчення чемпіонату.

## Статистика виступів
Дані станом на 24 березня 2009 р.
| Сезон   | Клуб       | Країна  | Ліга   | Матчі | Хвилини | Голи | Передачі |   |   |
| ------- | ---------- | ------- | ------ | ----- | ------- | ---- | -------- | - | - |
| 1990–91 | «Нант»     | Франція | Ліга 1 | -     | -       | -    | -        | - | - |
| 1991–92 | «Нант»     | Франція | Ліга 1 | -     | -       | -    | -        | - | - |
| 1992–93 | «Нант»     | Франція | Ліга 1 | -     | -       | -    | -        | - | - |
| 1993–94 | «Нант»     | Франція | Ліга 1 | -     | -       | -    | -        | - | - |
| 1994–95 | «Нант»     | Франція | Ліга 1 | -     | -       | 22   | -        | - | - |
| 1995–96 | «ПСЖ»      | Франція | Ліга 1 | 27    | 1832    | 8    | 0        | 2 | 0 |
| 1996–97 | «ПСЖ»      | Франція | Ліга 1 | 38    | 3092    | 16   | 0        | 7 | 0 |
| 1997–98 | «ПСЖ»      | Франція | Ліга 1 | 10    | 216     | 0    | 0        | 0 | 0 |
| 1998–99 | «ПСЖ»      | Франція | Ліга 1 | 9     | 540     | 0    | 0        | 0 | 0 |
| 1998–99 | «Лор'ян»   | Франція | Ліга 1 | 20    | 1775    | 9    | 0        | 0 | 0 |
| 1999–00 | «Монпельє» | Франція | Ліга 1 | 26    | 1994    | 8    | 0        | 2 | 0 |
| 2000–01 | «Монпельє» | Франція | Ліга 2 | 1     | 11      | 0    | 0        | 0 | 0 |
| 2000–01 | «Ліон»     | Франція | Ліга 1 | 2     | 19      | 0    | 0        | 0 | 0 |
| 2001–02 | «Труа»     | Франція | Ліга 1 | 28    | 2222    | 8    | 0        | 1 | 0 |
| 2002–03 | «Лор'ян»   | Франція | Ліга 2 | 38    | 3268    | 10   | 0        | 2 | 0 |
| 2003–04 | «Лор'ян»   | Франція | Ліга 2 | 10    | 481     | 0    | 0        | 0 | 0 |
| 2003–04 | «Аяччо»    | Франція | Ліга 1 | 13    | 593     | 1    | 0        | 1 | 0 |

## Досягнення
- Чемпіон Франції (1):

«Нант»: 1994-95
- Володар Кубка Франції (1):

«Парі Сен-Жермен»: 1997-98
- Володар Кубка французької ліги (2):

«Парі Сен-Жермен»: 1997-98: «Олімпік (Ліон)»: 2000-01
- Володар Суперкубка Франції (1):

«Парі Сен-Жермен»: 1998
- Переможець Кубка володарів кубків (1):

«Парі Сен-Жермен»: 1995-96
- Переможець Кубка Інтертото (2):

«Монпельє»: 1999: «Труа»: 2001
- Найкращий бомбардир Чемпіонату Франції (1):

«Нант»: 1994-95